# John Layton Wilson
John Layton Wilson (geboren 1809; gestorben 1896) war ein amerikanischer Missionar, der vor allem in Westafrika aktiv war.

## Biografie
John Layton Wilson stammte aus South Carolina und wurde 1833 ordiniert und reiste im gleichen Jahr zum ersten Mal nach Westafrika. Er kehrte 1834 zurück, um zu heiraten, und ging anschließend wieder nach Westafrika, wo er sich in Cape Palmas in Liberia ansiedelte und baute dort gemeinsam mit seiner Frau eine Missionsstation auf. Sie entwickelten eine Schriftform der heimischen Sprache Grebo und übersetzten die Gospels St. Matthew und St. John in diese Sprache. 1842 errichtete er das Hauptquartier des American Board of Commissioners for Foreign (Presbyterian) Missions am Gabon River im heutigen Gabun. Auch hier entwickelte er eine Schriftform der hier ansässigen Mpongwe und übersetzte Teile der Bibel in diese Sprache. 1852 schrieb er einen Aufsatz gegen den Sklavenhandel in Westafrika, auf dessen Basis der britische Premierminister Lord Palmerston die Royal Navy vor die Küsten Westafrikas beorderte und den Handel in dieser Region damit innerhalb weniger Jahre erfolgreich beenden konnte.
1853 ging Wilson aufgrund gesundheitlicher Probleme zurück in die Vereinigten Staaten und wurde Sekretär des American Presbyterian Board of Foreign Missions.  Neben einigen Aufsätzen über seine missionarische Arbeit veröffentlichte Wilson zudem 1957 das Buch Western Africa. Its History, Condition, and Prospects. Mit dem Ausbruch des Sezessionskriegs trat er von dem Posten zurück und kehrte nach South Carolina zurück, das Teil der Konföderierten Staaten von Amerika war. Hier wurde er Sekretär der Foreign Missions of the Southern Presbyterian Church und blieb dies bis 1885.

## Dedikation
Bei seiner Erstbeschreibung von Epixerus wilsoni ehrte der französische Afrikaforscher Paul Belloni Du Chaillu Wilson durch die Benennung der Art nach diesem. Heute wird diese als Unterart des  Afrikanischen Palmenhörnchens (Epixerus ebii) eingeordnet.

## Belege
1. 1 2 3 4  „Wilson, J.L.“ In: Bo Beolens, Michael Grayson, Michael Watkins: The Eponym Dictionary of Mammals. Johns Hopkins University Press, 2009; S. 447; ISBN 978-0-8018-9304-9.
2. ↑  Richard W. Thorington Jr., John L. Koprowski, Michael A. Steele: Squirrels of the World. Johns Hopkins University Press, Baltimore MD 2012; S. 211–212. ISBN 978-1-4214-0469-1